# Arvor Hansen
Arvor Hansen (ur. 5 listopada 1886 w Kopenhadze, zm. 19 czerwca 1962 we Fredriksbergu) – duński gimnastyk, olimpijczyk.
Uczestniczył w rywalizacji na IV Igrzyskach olimpijskich rozgrywanych w Londynie w 1908 roku. W wieloboju drużynowym w systemie standardowym zajął z drużyną czwarte miejsce.
Cztery lata później uczestniczył w rywalizacji na V Igrzyskach olimpijskich rozgrywanych w Sztokholmie w 1912 roku. Startował tam w dwóch konkurencjach gimnastycznych. W wieloboju indywidualnym zajął najwyższe wśród duńskich gimnastyków 26. miejsce na 44 startujących zawodników. W wieloboju drużynowym w systemie wolnym zajął wraz z drużyną trzecie miejsce.